# Ivan Ikić
Ivan Ikić (* 26. März 1982 in Belgrad) ist ein serbischer Filmregisseur.

## Leben
Ivan Ikić  wurde 1982 in Belgrad im damaligen Jugoslawien und heutigen Serbien geboren. Sein Studium der Fernseh- und Filmregie absolvierte er an der Fakultät für Schauspielkunst an der Universität der Künste in Belgrad, das er als Bester seines Jahrgangs abschloss.
Im Jahr 2008 besuchte er den Berlinale Talent Campus. Nach der Realisierung seines Dokumentarfilms Tarot Srbija stellte er im Juli 2014 beim Karlovy Vary International Film Festival seinen ersten Spielfilm Varvari vor. Sein zweiter Spielfilm Oaza feierte Anfang September 2020 in Venedig seine Premiere, wo er im Giornate degli Autori gezeigt und hier als bester Film mit dem Label Europa Cinemas ausgezeichnet wurde.
Oaza wurde von Serbien als Beitrag für die Oscarverleihung 2022 in der Kategorie Bester Internationaler Film eingereicht.

## Filmografie
- 2010: Tarot Srbija (Dokumentarfilm)
- 2014: Varvari
- 2020: Oaza

## Auszeichnungen
Crossing Europe
- 2021: Nominierung als Best Fiction Film für den Crossing Europe Award (Oaza)

Internationales Filmfestival Karlovy Vary
- 2014: Lobende Erwähnung beim East of West Award (Varvari)[3]

Internationale Filmfestspiele von Venedig
- 2020: Auszeichnung mit dem Label Europa Cinemas (Oaza)